# Carinascincus palfreymani
Carinascincus palfreymani — вид сцинкоподібних ящірок родини сцинкових (Scincidae). Ендемік Австралії.

## Опис
Довжина дорослих сцинків C. palfreymani (без врахування хвоста) становить 6-10 см, вага 14 г, вагітні самиці важать до 22 г. Дорослі особини мають блискуче вугільно-чорне забарвлення, молоді сцинки дещо світліші.

## Поширення і екологія
Carinascincus palfreymani є ендеміками невеликого острівця Педра-Бранка площею 2,5 га, розташованого на південь від Тасманії. Це острів являє собою голу скелу, рослинність на ньому предстлена лише одним видом солонця (Salicornia quinqueflora). Сцинки C. palfreymani живуть в тріщинах серед скель, які забезпечують їм захист від вітру, солоних бризків і хвиль. Дорослі особини захищають свої нори від вторгнення інших сцників. Вони є активними при температурі повітря вище 15°C. Основою раціону сцинків є дрібні безребетні — комахи, павуки та рівноногі. Також вони живляться рештками риб, залишених або відригнутих морськими птахами, а також яйцями морських птахів. Тривалість життя сцинків C. palfreymani становить 10-15 років. Вони набувають статевої зрілості у віці 6-8 років і є живородними.

## Збереження
МСОП класифікує цей вид як вразливий. Популяція Carinascincus palfreymani коливається від 250 до 600 особин, залежно від наявності їжі. Їм загрожує хижацтво з боку австралійських мартинів, есктримальні погодні умови, зміни клімату, а також можлива поява на острові інвазивних щурів.